# Последнее известное место жительства
«Последнее известное место жительства» (фр. Dernier Domicile connu) — фильм режиссёра Жозе Джованни с Лино Вентурой, Марлен Жобер и Мишелем Константеном.

## Сюжет
Марсо Леонетти (Лино Вентура), опытный и энергичный офицер полиции случайно останавливает сына влиятельного адвоката за рулем в нетрезвом виде. Немного времени спустя адвокат обвиняет Леонетти в предъявлении его сыну ложных обвинений, превышении полномочий и жестоком обращении. В результате Марсо переводят в небольшой полицейский участок, где ему приходится заниматься мелкими делами вроде поиска украденных у мальчика голубей.
С Леонетти связался его старый коллега, который сейчас возглавляет особое подразделение и предлагает работу. Леонетти соглашается, его зачисляют в это подразделение. Там он знакомится с молодой и красивой полицейской Жанной (Марлен Жобер). Сначала паре поручено ловить извращенцев, которые сексуально домогаются молодых женщин в кинотеатрах, Жанна выступает в качестве приманки.
Затем Леонетти получает еще одно задание: найти Роже Мартена (Филипп Марч), единственного свидетеля преступления, который может дать показания на суде по делу об убийстве против известного преступника Сорамона (Ги Эрон). Без показаний Мартена Сорамон выйдет на свободу, но никто не знает, где находится Мартен. У полиции есть только его старый адрес. Леонетти и Жанна пытаются найти его, сначала найдя его старую мебель, которую он продал при переезде.
В процессе расследования пара обнаруживает, что у Мартена есть маленькая дочь, и что она принимала лекарства в виде синих таблеток — подсказка, которая может привести их к Мартену. Существование дочери подтверждает бывший сосед Мартена. Тем временем сообщники Сорамона выслеживают Леонетти и Жанну в надежде, что они узнают местонахождение Мартена.
После опроса жителей этого района и множества зацепок, которые ни к чему не привели, Леонетти думает, что он мог бы изучить записи аптек в этом районе, чтобы найти рецепт на таблетки для дочери. После долгих поисков в первый день суда над Сорамоном они наконец находят запись, которая приводит их к врачу Мартена.
Выйдя из аптеки с адресом, Леонетти и Жанна расстаются, но на Леонетти нападают бандиты Сорамона. Он отбивается от них, но его жестоко избивают и оставляют на улице. Банда думает, что украла записку с адресом врача, но Леонетти перехитрил их и отдал адрес Жанне.
Врач сообщает Леонетти и Жанне, что у Мартена и его дочери как раз в тот день назначен прием. Леонетти задерживает Мартена, выходящего от врача. Мартена и его дочь доставляют в отель под охрану полиции, и на следующий день он дает показания на суде. Однако после того, как он дал показания, полиция оставляет его одного и без охраны, и он оказывается убит в парке одним из членов банды Сорамона на глазах у его дочери.
Жанна говорит Леонетти, что она полностью разочарована работой полиции, поскольку они допустили смерть Мартина, и не думает, что осуждение Сорамона того стоило. Жанна увольняется, прощается с Леонетти и уезжает.

## В ролях
- Лино Вентура — полицейский детектив Марсо Леонетти
- Марлен Жобер — Жанна Дюма
- Мишель Константен — Грег
- Поль Кроше — Жак Лорин
- Ален Моте — Фрэнк Ламбер
- Беатрис Арнак — Сильвия
- Гай Херон — Сорамон
- Альбер Даньян — Арнольд
- Моник Мелинан — мадам Лорин
- Марсель Перес — Ленуар
- Жермена Дельба — мадам Ленуар
- Эрве Санд — Гравель
- Паскаль Жилло
- Франсуа Жобер — налётчик
- Поль Бове
- Филипп Марч — Роже Мартен
- Матильда Цессарелии
- Карло Нелл
- Пиппо Мериси — старьёвщик
- Луиджи Кортезе
- Раймон Мюнье
- Жак Маршан — маньяк из кинотеатра
- Фредерик Санту
- Люси Арнольд
- Гай Кернер — врач
- Жан Собески — Аден
- Робер Фавар — директор школы

## Награды
- 1970 — «Давид ди Донателло» (Марлен Жобер, специальный приз)